# アグネスと幸せのパズル
『アグネスと幸せのパズル』（原題:Puzzle）は2018年に公開されたアメリカ合衆国のドラマ映画である。監督はマーク・タートルーブ、主演はケリー・マクドナルドが務めた。本作は2010年に公開された映画『幸せパズル』をリメイクした作品である。
本作は日本国内で劇場公開されなかったが、デジタル配信が行われている。

## ストーリー
アグネスは近郊都市で夫（ルーイー）と2人の子供（ジギーとゲイブ）と一緒に暮らしており、専業主婦としての役割をそつなくこなしていた。自身の誕生日パーティーの用意・片付けさえも自分でやっていたアグネスだったが、不平不満をこぼすことはまずなかった。そんなある日、アグネスは誕生日プレゼントの中にあった1000ピースのジグソーパズルに目を留めた。試しにやってみたところ、アグネスはパズルにハマった。しばらくして、アグネスはもっと難しいパズルを求めてニューヨークへと買い物に行った。
アグネスは玩具店で「パズル大会の前チャンピオン、ロバートが翌月の大会に向けて新しいパートナーを募集中」という広告を見つけ、すぐにロバートに連絡を取った。ロバートはアグネスがパズルを解く際に用いる手法が独特であることに驚きつつも、その豊かな才能を実感せずにはおれなかった。ロバートは彼女をパートナーにすると決め、週に2回の頻度で一緒に練習することにした。
当初、アグネスは「叔母が骨折したので看病してきます」と嘘をついてパズルの練習に出かけていたが、ルーイーはそれでも不満があるようで、それがアグネスを苛立たせるのだった。また、「人生で本当にやり遂げたいことは何か」という問いに向き合う長男をサポートしているうちに、「自分自身が嘘をついて生きているのに、子供に真にやりたいことを見つけろと言えるはずがない」という思いが湧いてきた。ついに、アグネスは家族に対して「私はパズル大会に参加する」と宣言した。ルーイーは何か言おうとしたが、アグネスに気圧されて言えずじまいに終わった。
この出来事をきっかけに、アグネスの生き方と家族の在り方は一気に変化することになった。

## キャスト
※括弧内は日本語吹き替え
- ケリー・マクドナルド - アグネス（高橋理恵子）
- イルファン・カーン - ロバート（青山穣）
- デヴィッド・デンマン - ルーイー（石住昭彦）
- ババ・ウェイラー - ジギー
- オースティン・エイブラムズ - ゲイブ
- リヴ・ヒューソン - ニッキー

## 製作
2017年5月8日、マーク・タートルーブ監督が新作映画の製作に着手しており、ケリー・マクドナルド、イルファン・カーン、デヴィッド・デンマン、ババ・ウェイラー、オースティン・エイブラムズ、リヴ・ヒューソンが出演すると報じられた。9月27日、ダスティン・オハロランが本作で使用される楽曲を手掛けるとの報道があった。2018年7月27日、ソニー・マスターワークスが本作のサウンドトラックを発売した。

## 公開・興行収入
2018年1月23日、本作はサンダンス映画祭でプレミア上映された。25日、ソニー・ピクチャーズ・クラシックスが本作の全米配給権を購入したと報じられた。4月19日、本作のオフィシャル・トレイラーが公開された。6月20日、本作はエディンバラ国際映画祭のオープニング作品として上映された。7月27日、本作は全米5館で限定公開され、公開初週末に6万1214ドルを稼ぎ出し、週末興行収入ランキング初登場41位となった。

## 評価
本作は批評家から好意的に評価されている。映画批評集積サイトのRotten Tomatoesには129件のレビューがあり、批評家支持率は83%、平均点は10点満点で7.08点となっている。サイト側による批評家の見解の要約は「『アグネスと幸せのパズル』の設定は奇抜なものだが、そこで表現される感情は真摯なものである。また、ケリー・マクドナルドは抑制的かつ見事な演技を披露しており、彼女の才能はハリウッドで過小評価されていると言わざるを得ない。」となっている。また、Metacriticには36件のレビューがあり、加重平均値は66/100となっている。